# Caransebeș
Caransebeș é uma cidade da Roménia, localizada no distrito de de Caraș-Severin.